# Chokri El Ouaer
Chokri El Ouaer (àrab: شُكري الواعر, Xukrī al-Wāʿ ir) (Tunis, 15 d'agost de 1966) és un jugador de futbol retirat de Tunísia.
Jugava a la posició de porter. Tota la seva carrera esportiva transcorregué al club Espérance Sportive de Tunis excepte una etapa de sis mesos al club italià Genoa CFC l'any 2001. Disputà la Copa del Món de Futbol de 1998 amb la selecció tunisiana.